# Peace and Noise
Peace and Noise es el séptimo álbum de la compositora y poetisa estadounidense Patti Smith, lanzado al mercado el 30 de septiembre de 1997 por la compañía discográfica Arista Records. 

## Lista de canciones
| N.º | Título                | Compositor                            | Duración |
| --- | --------------------- | ------------------------------------- | -------- |
| 1   | "Waiting Underground" | Patti Smith, Oliver Ray               | 5:20     |
| 2   | "Whirl Away"          | Smith, Lenny Kaye, Ray                | 5:01     |
| 3   | "1959"                | Smith, Tony Shanahan                  | 3:58     |
| 4   | "Spell"               | Allen Ginsberg, Ray                   | 3:17     |
| 5   | "Don't Say Nothing"   | Smith, Jay Dee Daugherty              | 5:52     |
| 6   | "Dead City"           | Smith, Ray                            | 4:15     |
| 7   | "Blue Poles"          | Smith, Ray                            | 5:19     |
| 8   | "Death Singing"       | Smith                                 | 3:44     |
| 9   | "Memento Mori"        | Smith, Kaye, Ray, Daugherty, Shanahan | 10:34    |
| 10  | "Last Call"           | Smith, Ray                            | 5:09     |

## Personal
Banda
- Patti Smith – voz, clarinete
- Lenny Kaye – guitarras
- Jay Dee Daugherty – batería, órgano, armónica
- Oliver Ray – guitarra, fotografía
- Tony Shanahan – bajo, piano

Personal adicional
- Mark Burdett – dirección artística
- Michael Stipe – coros
- Roy Cicala – ingeniero, mezclas

## Posición en listas
| Lista (1997)                   | Posición |
| ------------------------------ | -------- |
| Suecia                         | 47       |
| Reino Unido                    | 169      |
| Estados Unidos (Billboard 200) | 152      |

## Ediciones
| Fecha                    | Discográfica   | Formatp | N.º de catálogo |
| ------------------------ | -------------- | ------- | --------------- |
| 30 de septiembre de 1997 | Arista Records | CD      | 18986           |
| 2007                     | Sony BMG       | CD      | 37933           |